# Franco francopolinesio

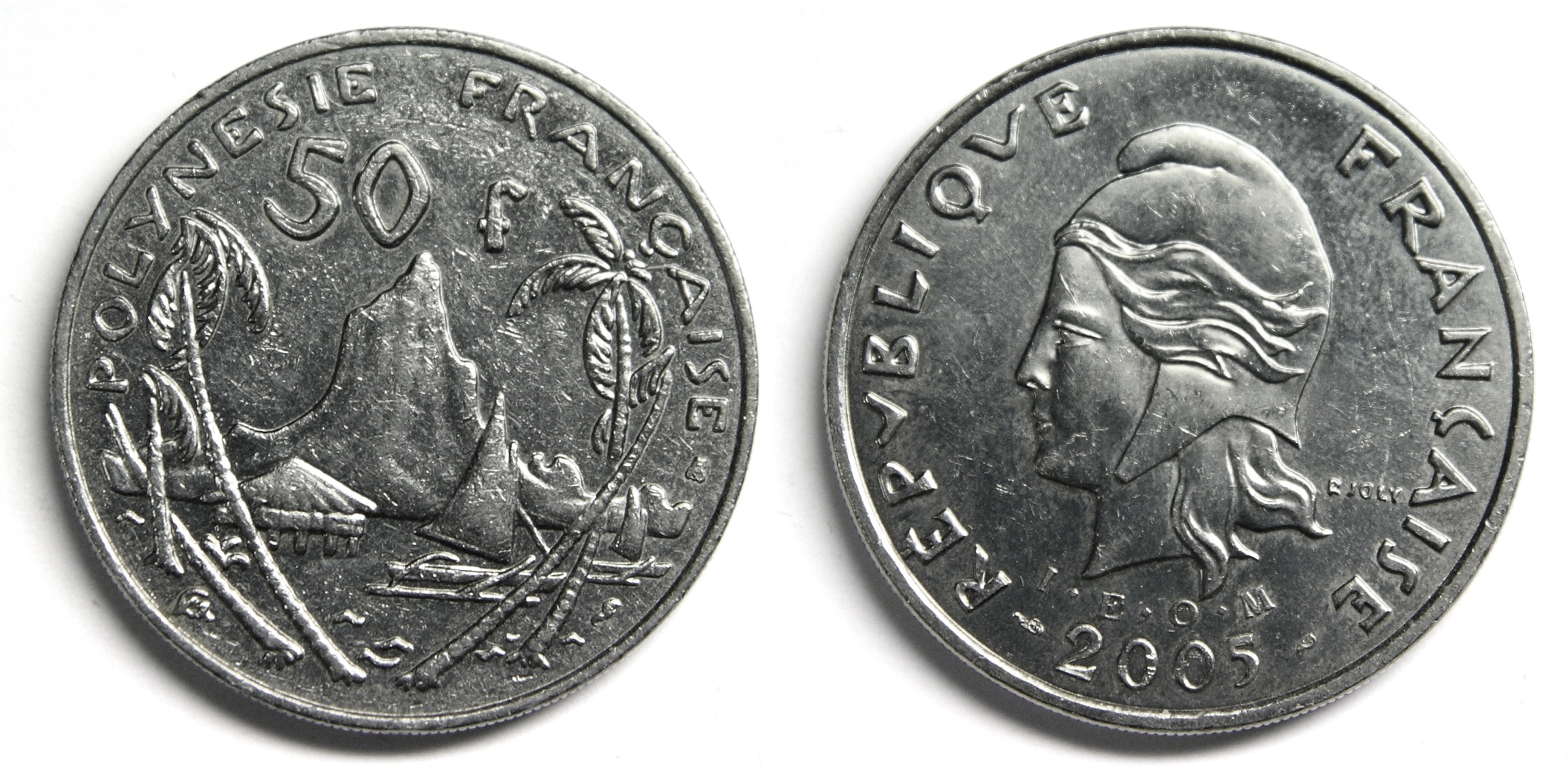
Moneda por delante y por detrás de 50 céntimos franco francopolinesios.

El franco es la moneda de Polinesia Francesa. La unidad monetaria se subdividía en cien céntimos. Desde 1945 esta moneda pasó a formar parte del Franco CFP.

## Historia
Hasta 1914, el franco francés ha sido distribuido en Polinesia Francesa. Ese año, fueron emitidos billetes específicamente para su uso en la colonia que circulaban junto con monedas francesas. El Franco CFP se publica también en Nueva Caledonia. Desde 1985, los billetes se han emitido con formatos comunes tanto para Polinesia Francesa como para Nueva Caledonia, aunque las monedas presentan diferentes formatos.

## Monedas
En 1949, monedas de aluminio de 50 céntimos, 1 y 2 francos fueron acuñadas y puestas en circulación, fueron seguidas por las monedas, también compuestas de aluminio, de 5 francos en 1952. Las numismas de 50 céntimos se publicaron sólo en 1949. En 1967, fueron acuñadas piezas de níquel valuadas en 10, 20 y 50 francos, a su vez, éstas fueron seguidas por las monedas de 100 francos, de bronce de níquel, en 1976.
El diseño general de las monedas no ha cambiado desde su introducción y el anverso ha sido siempre idéntico a la de las monedas del franco de Nueva Caledonia. Los únicos cambios notables fueron la eliminación del texto "Unión Francesa" y el cambio de nombre de "Établisements Française de l'Océanie" a "Polynésie Française" después de 1952 y la adición de las iniciales "I.E.O.M." (Institut d'émission d 'Outre-Mer) en el anverso, en 1972.
| Denominación | Emisión | Material         | Forma    |
| ------------ | ------- | ---------------- | -------- |
| 50 Céntimos  | 1949    | Aluminio         | Circular |
| 1 Franco     | 1949    | Aluminio         | Circular |
| 2 Francos    | 1949    | Aluminio         | Circular |
| 5 Francos    | 1952    | Aluminio         | Circular |
| 10 Francos   | 1967    | Níquel           | Circular |
| 20 Francos   | 1967    | Níquel           | Circular |
| 50 Francos   | 1967    | Níquel           | Circular |
| 100 Francos  | 1976    | Bronce de níquel | Circular |

## Billetes
En el año 1914 el Banco de Indochina en Papeete introdujo billetes de 5, 20 y 100 francos. En 1919, la Cámara de Comercio presentó billetes de 25 y 50 céntimos, 1 y 2 francos. El Banque André Krajewski también presentó billetes con estas denominaciones en 1920. El Banco de Indochina introdujo billetes de 500 francos en 1923, estos fueron seguidos por otros valuados en 1.000 francos en 1940.
En 1969, el Instituto de Emisión de Ultramar de Papeete se hizo cargo de la emisión de papel moneda, presentando una serie de billetes de 100, 500, 1.000 y 5.000 francos. Los de 100 y 1.000 francos notas tienen dos variantes. La serie anterior carecía del título estatal "República Francesa". Los de 500 y 5.000 francos han tenido el título estatal desde su introducción. El papel moneda valuado en 100 francos fue retirado de la circulación y sustituido por monedas en 1976.
En 1985, se introdujo el billete de 10 000 francos con un diseño común para todos los territorios franceses del Pacífico. Este tipo de emisión, de billetes con formato único, fue introduido en los billetes de 500, 1.000 y 5.000 francos entre 1992 y 1996. El diseño general no ha cambiado desde 1969.